# 天主教塔布-盧爾德教區
天主教塔布-盧爾德教區（拉丁語：Dioecesis Tarbiensis et Lourdensis）是法國一個羅馬天主教教區，屬圖盧茲總教區。
第一位主教見於506年的文獻，1910年3月11日加上聖母顯現地盧爾德為銜頭。教區位於上比利牛斯省，2010年有教友151,000人（佔轄區總人口65.9%）、525個堂區、168名司鐸。現任教區主教為让·马克·米卡尔。

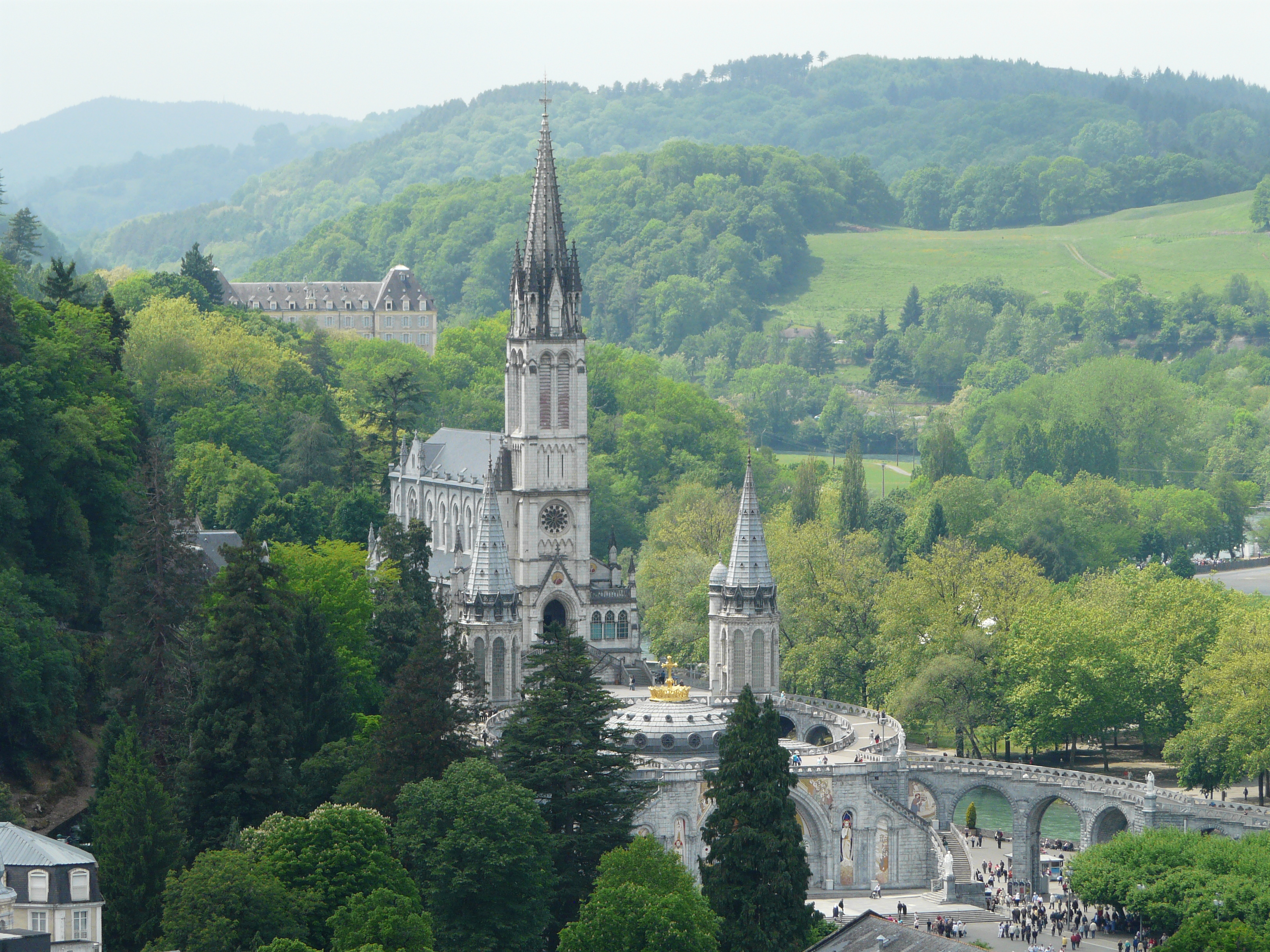
盧爾德聖母朝聖地